# Модели экономики коррупции
Экономика коррупции — раздел экономической науки, изучающий особенности функционирования различных экономических механизмов в условиях коррупции.
Экономика коррупции изучается как на микро-, так и на макроэкономическом уровне. Для описания экономических процессов в условиях коррупции разрабатываются и составляются специальные экономические модели. Большинство из них рассматривают коррупционные системы как своего рода рынок, в условиях которого спрос различных категорий населения на определенные услуги, включающие в себя коррупционную составляющую, не может остаться неудовлетворенным и провоцирует появление соответствующего предложения, вследствие чего чиновники начинают оказывать услуги за взятки.
Величина взятки является денежным выражением незаконно присвоенной суммы. В свою очередь, при оценивании потерь экономических субъектов от возможного наказания необходимо учитывать альтернативные издержки — количество лет, которое преступник проведёт в тюрьме, умноженное на разницу между его потенциальным среднегодовым доходом и затратами на содержание в местах лишения свободы. В некоторых моделях также учитываются отрицательные социальные последствия для преступника, как например: ухудшение положения в обществе и возможное снижение уровня дохода.

## Микроэкономические модели с коррупционной составляющей

### Модель распределения ресурсов в экономике с коррупцией
Модель, в которой ведомство производит один однородный продукт с кривой спроса D(P) со стороны частных лиц. Товар (услуга) продаётся чиновником, который имеет возможность влиять на количество продающегося товара. Он имеет возможность отказать любому индивиду в предоставлении товара, не неся при этом риска быть наказанным.
Целью чиновника является максимизация величины получаемых им взяток от продажи государственного товара, официальная цена за который равна P. При этом издержки на производство для чиновника равняются нулю, так как они финансируются государством. Рассматриваются два случая — с повышенной коррупционной составляющей (воровством) и без нее. От выбора чиновника зависят его предельные издержки MC (англ. marginal cost) для чиновника.
В том случае, если чиновник получает от граждан определенную сумму и передаёт официальную цену товара государству, то MC будет равно P. Если чиновник присваивает всю полученную от граждан сумму, не передавая государству никакую ее часть, то MC для него будет равняться нулю, и гражданин заплатит только сумму взятки. Проводить дискриминацию граждан, назначая каждому свою цену, чиновник возможности не имеет и вследствие этого действует как монополист.
Согласно данной модели, коррупция распространяется прежде всего вследствие конкуренции между чиновниками, поскольку наиболее привлекательные должности достаются тем, кто может за них заплатить наибольшую цену, что в свою очередь стимулирует сбор взяток. В случае с воровством распространение коррупция распространяется из-за действия двух факторов. Во-первых, имеет место конкуренция чиновников за бюджетные средства. Во-вторых, для потребителей государственных услуг оказывается выгоднее нести расходы на взятку по сговору с чиновником по сравнению с расходами на налог или пошлину. Вследствие этого граждане, дающие взятки, на рынке имеют преимущество перед законопослушными конкурентами.
Для борьбы с коррупцией в рассматриваемом случае необходимо ввести строгий учёт для снижения уровня воровства. Переход к коррупции без воровства, как можно заметить из графиков, также понизит количество взяток.
Необходимо сказать, что авторы модели отмечают, что она применима в основном к авторитарным режимам и неразвитым рынкам. В странах с открытой экономикой конкуренция в целом оказывает обратное — сдерживающее — воздействие на коррупцию. Если различные ведомства предоставляют одни и те же услуги, то у потребителя появляется выбор, и уровень вымогательства взяток снижается. Частные фирмы доносят на дающих взятки конкурентов в правоохранительные органы. Конкуренция среди политических элит в демократических режимах делает правительство более прозрачным.

Q — государственный товар, MR — предельный доход.

Вымогательство взяток приводит к снижению количества госуслуг.

## Макроэкономические модели с коррупционной составляющей

### Модель Беккера-Стиглера (1974)
Данная модель была разработана в 1974 году американскими экономистами Гэри Беккером и Джорджем Стиглером. Основана на основных предпосылках модели Шапиро-Стиглица с добавлением коррупционного фактора, относящегося к действиям чиновников. Описывает ситуацию, в которой чиновник должен сделать выбор между действиями в рамках закона и тем, чтобы оказаться коррумпированным. Предполагается, что чиновник получает доход в виде заработной платы равной w. В случае увольнения чиновник получает разовое пособие по увольнению равное v. При этом, если чиновник не оказывается пойманным на взяточничестве, он получает доход в размере w и взятку в размере b за вычетом так называемой «цены нарушения закона» d, которая представляет собой затраты чиновника на то, чтобы не оказаться пойманным. Таким образом в состоянии равновесия чиновник будет коррумпирован тогда и только тогда, когда w-v<(1-p)*(b-d)/p. В рамках данной модели авторы предлагают следующие пути снижения уровня коррупции:
- повышение заработной платы чиновников
- уменьшение компенсационных выплат и ужесточение наказаний для коррумпированных чиновников
- повышение вероятности быть пойманным, то есть совершенствование систем контроля и предупреждения коррупционных действий[2].

### Модель Шлейфера-Вишни (1993)
Данная модель была разработана в 1993 году американскими экономистами Андреем Шлейфером и Робертом Вишни. В данной модели размер взятки является уже эндогенным (формирующимся в рамках модели) фактором; чиновник имеет возможность самостоятельно выбирать размер взятки с целью максимизации своей прибыли. Также чиновник может выбирать, какое количество взяток будет для него наиболее выгодным с учетом действий других коррумпированных чиновников. В рамках модели считается, что при выборе оптимального решения чиновниками используется данная функция: Q(bi+b-i)*bi→max bi, в которой bi — размер своей взятки, b-i — размер чужой взятки. Таким образом, оптимальное решение для чиновника в рамках данной модели зависит от действий других чиновников — от количества и размеров получены ими взяток. Данная модель отмечает важную роль не только действий отдельных чиновников, но и работы коррупционной системы, состоящей из многих зависящих друг от друга чиновников, как единого целого при формировании принципов коррупционного поведения.